# Tunézia az 1968. évi nyári olimpiai játékokon
Tunézia a mexikói Mexikóvárosban megrendezett 1968. évi nyári olimpiai játékok egyik részt vevő nemzete volt. Az országot az olimpián 2 sportágban 7 sportoló képviselte, akik összesen 2 érmet szereztek.

## Érmesek
| Érem  | Versenyző       | Sportág  | Versenyszám    |
| ----- | --------------- | -------- | -------------- |
| Arany | Mohamed Gammudi | Atlétika | Férfi 5000 m   |
| Bronz | Mohamed Gammudi | Atlétika | Férfi 10 000 m |

## Atlétika
Férfi
| Versenyző       | Versenyszám    | Előfutam | Előfutam | Előfutam | Döntő    | Döntő    |
| Versenyző       | Versenyszám    | Idő      | Hely.    | Össz.    | Idő      | Helyezés |
| --------------- | -------------- | -------- | -------- | -------- | -------- | -------- |
| Ahmed Zammel    | 5000 m         | 14:54,02 | 6.       | 21.      | kiesett  | kiesett  |
| Mohamed Gammudi | 5000 m         | 14:29,06 | 2.       | 5.       | 14:05,01 |          |
| Mohamed Gammudi | 10 000 m       |          |          |          | 29:34,2  |          |
| Labidi Ayachi   | 3000 m akadály | 9:24,62  | 6.       | 23.      | kiesett  | kiesett  |

## Ökölvívás
| Versenyző       | Versenyszám  | Selejtező                     | 32-es főtábla                       | Nyolcaddöntő                | Negyeddöntő       | Elődöntő          | Döntő             | Helyezés |
| Versenyző       | Versenyszám  | Ellenfél Eredmény             | Ellenfél Eredmény                   | Ellenfél Eredmény           | Ellenfél Eredmény | Ellenfél Eredmény | Ellenfél Eredmény | Helyezés |
| --------------- | ------------ | ----------------------------- | ----------------------------------- | --------------------------- | ----------------- | ----------------- | ----------------- | -------- |
| Mahmoud Ladjili | Harmatsúly   | erőnyerő                      | Domingo Casco (ARG) · 2-3           | kiesett                     | kiesett           | kiesett           | kiesett           | 17.      |
| Mouldi Manai    | Pehelysúly   |                               | Abdel Allah (RAU) · 1-4             | kiesett                     | kiesett           | kiesett           | kiesett           | 17.      |
| Mongi Lahdhili  | Könnyűsúly   | erőnyerő                      | Alfonso Molina (NCA) · 5-0          | Calistrat Cuţov (ROU) · 0-5 | kiesett           | kiesett           | kiesett           | 9.       |
| Habib Galhia    | Kisváltósúly | Adalberto Siebens (PUR) · 5-0 | Antoniu Vasile (ROU) · visszalépett | kiesett                     | kiesett           | kiesett           | kiesett           | 17.      |